# 正威炮
正威炮，浙江水师正威大铜炮，现藏英国汉普郡尼尔森堡皇家兵械庫博物館，于1601年在伦敦铸造，早期的使用情况不明。直至1800年（嘉庆五年），浙江巡抚阮元和浙江提督李长庚率领的浙江水师，在浙江台州松门海域，击败伦贵利所率越南舰队，缴获这门大炮。但是阮元并未解读其英文铭文的产地，称其为安南大铜炮，并命为正威炮，作‘正威炮铭’刻与炮身。第一次鸦片战争期间，英军1840年1841年两次攻占定海，两次缴获正威炮后，于1842年运回伦敦。正威炮从被铸造到被英军缴获，共使用240年，并在241年后重新回到英国伦敦。

## 历史
嘉庆五年(1800年)，广东澄海人，越南“善艚队大统兵进禄侯”伦贵利，乘越南战乱之机，受西山朝政权委托，以“巡海”为名，劫掠中国东南沿海，当年6月，浙江巡抚阮元和浙江提督李长庚率领的浙江水师，在浙江台州松门海域与伦贵利决战，六月二十一日，海盗联军进据台州松门山下，准备登陆。当夜飓风降临，“贼船撞破，覆溺殆尽，仅余一二艇漂出外海。其泅岸及附败舟者，皆为水陆官兵所俘，获安南伪侯伦贵利等四总兵，磔之。以敕印掷还其国”。另据记载，当时“大风暴雨，黑浪山立，漂全股盗船于台州松门杳冥间，若有神人追逐。沿海守兵，乘风威下击，如屠豕羊、捕蝗蝻然”，缴获“获安南二千余斤铜炮”
1840年7月5日，侵华英军占领浙江舟山定海，正威炮被缴获，1841年10月，英军再次占领定海，正威炮再次被缴获，英军两次进攻定定海，共缴获大炮91门。1842年，正威炮和其他三门在广东虎门被缴获的葡萄牙大炮一到被运往伦敦。

## 炮身铭文
英文：RICHARD PHILLIPPS MADE THIS PECE ANO DNI 1601 （里查德 菲利普斯 作此炮，1601年）
中文：

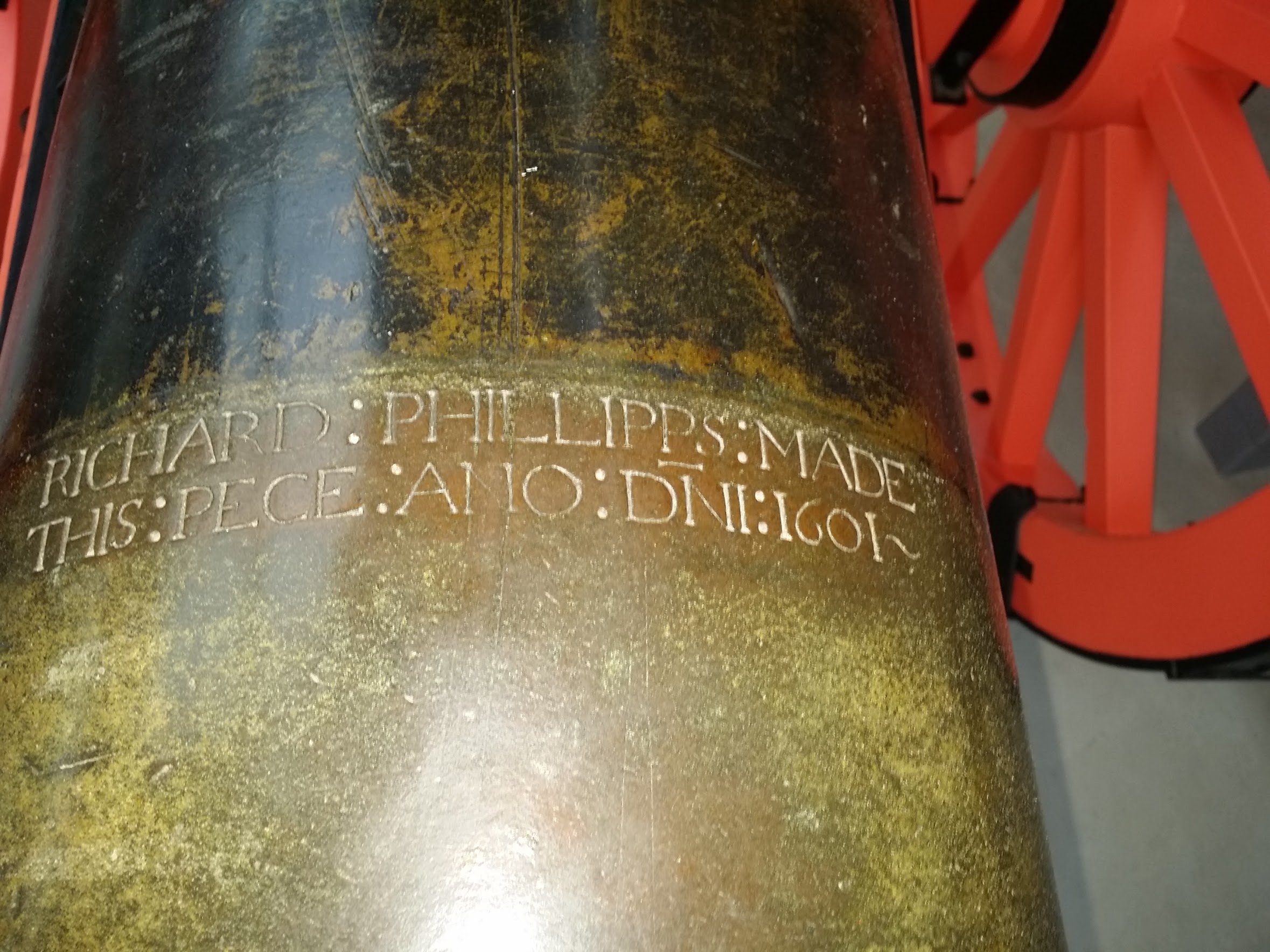
RICHARD PHILLIPPS MADE THIS PECE ANO DNI 1601

1，正威炮铭：赤堇之质，黄金之色。渎神惰贡，自交趾国。长赢两寻，规圆绳直。嘉庆五年，天风荡贼。妓而祓焉，全其本德。归正服逆，允宣厥职。驾海奔雷，万钧声力。值发无虚，当坚必克。守我浙东，制彼遐域。元戎宝之，视兹铭刻。

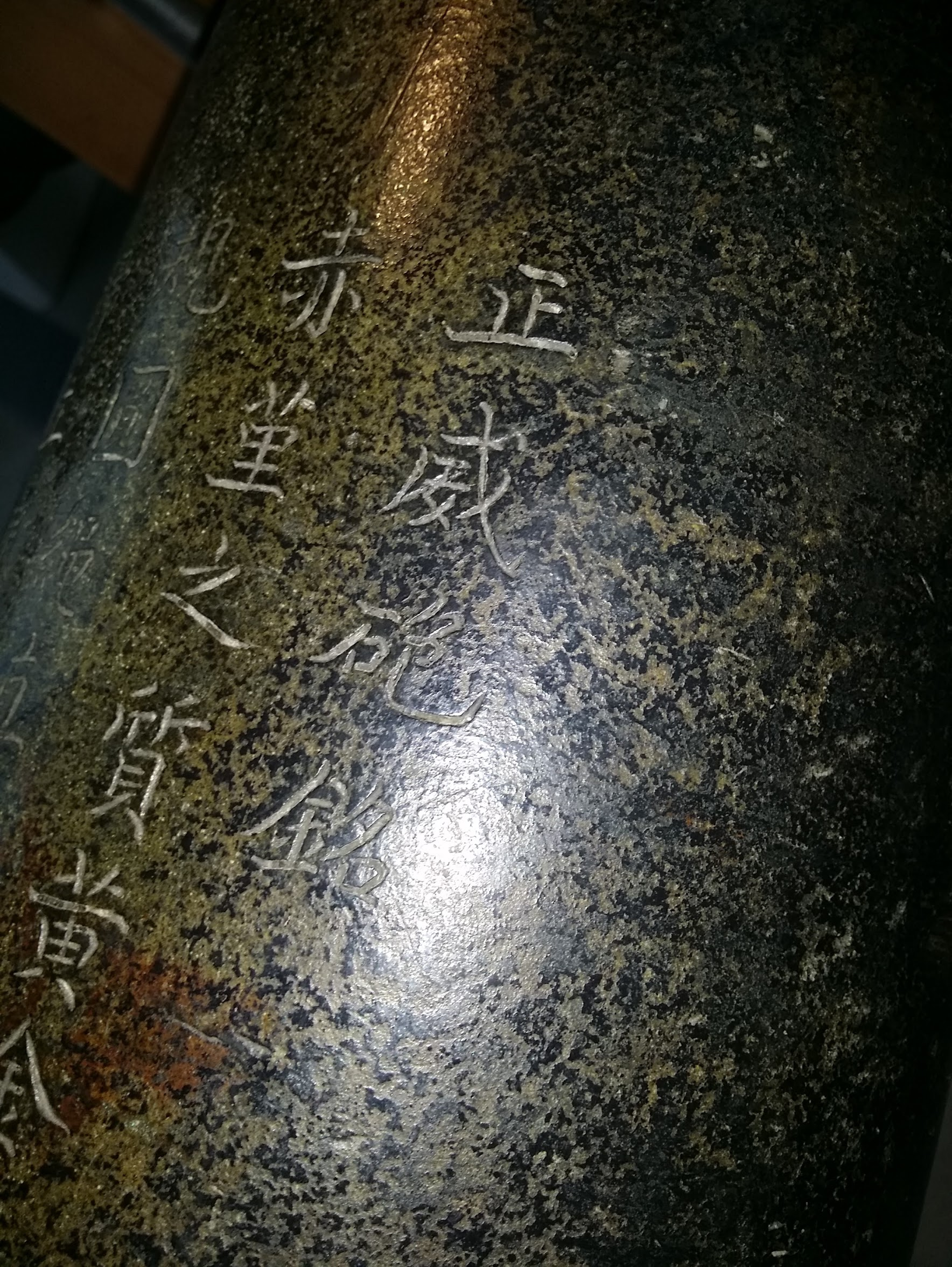
正威炮铭文片段，英国汉普郡尼尔森堡皇家军械博物馆

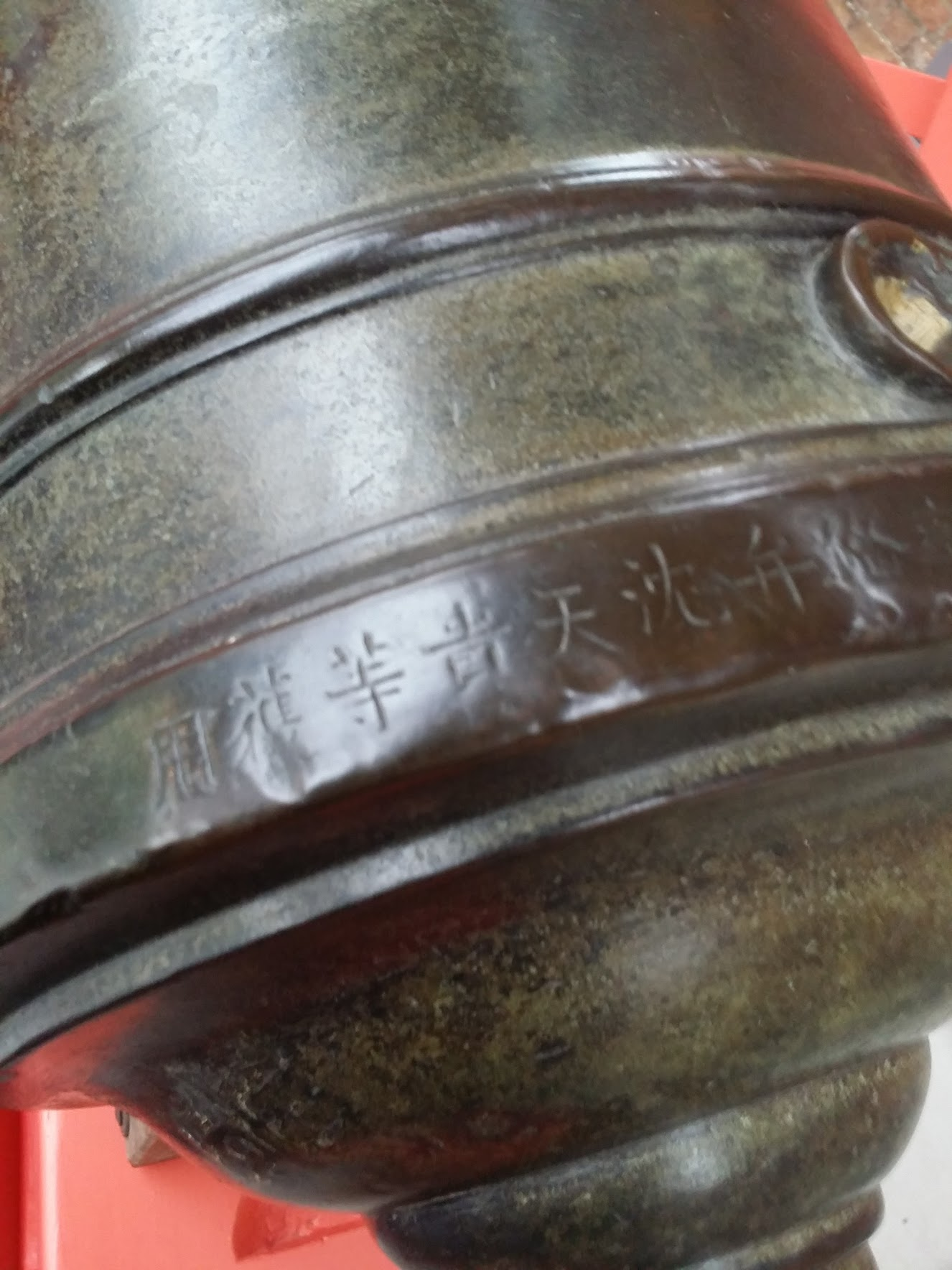
沈天贵等护用

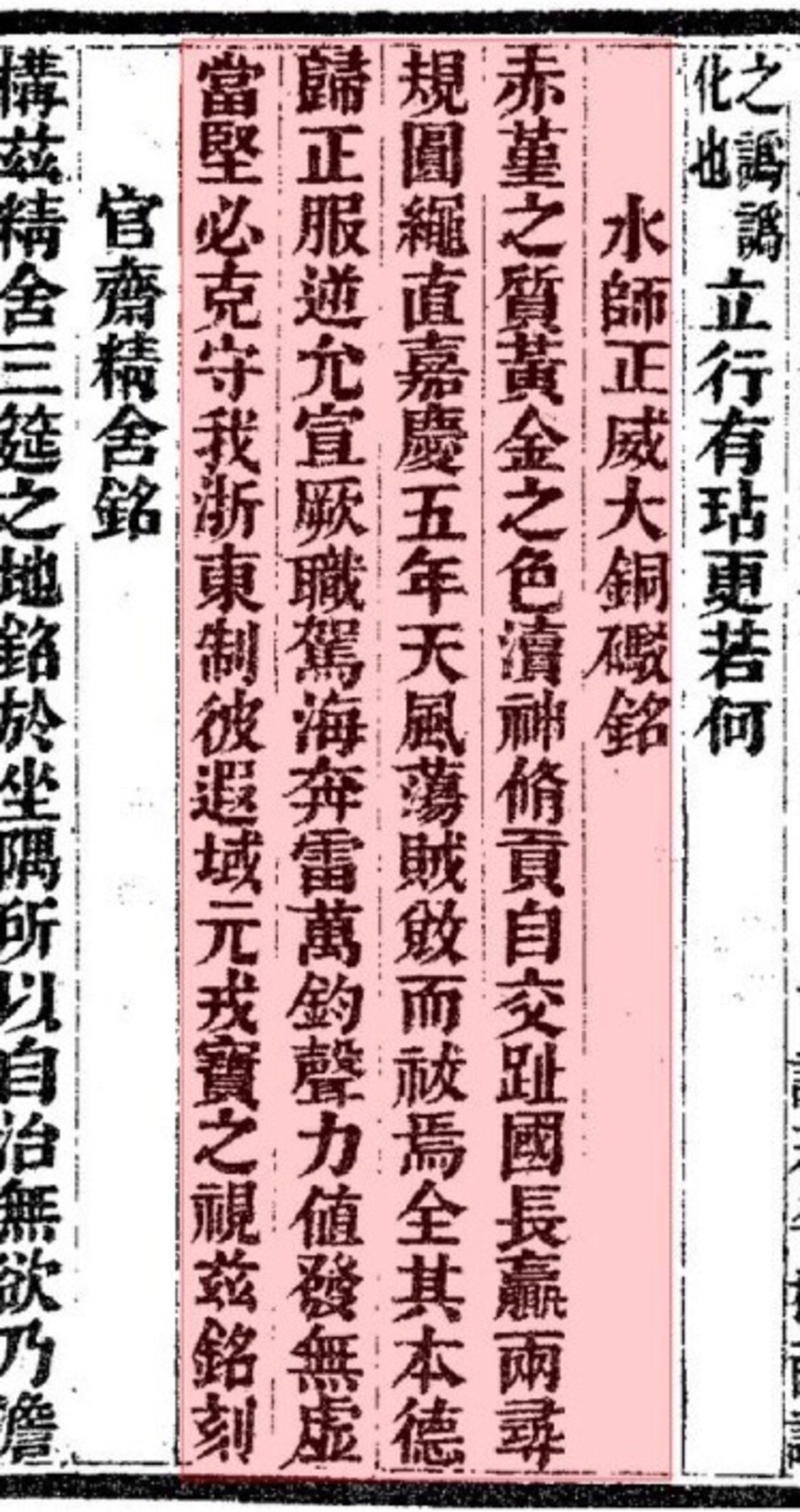
阮元：揅經室集

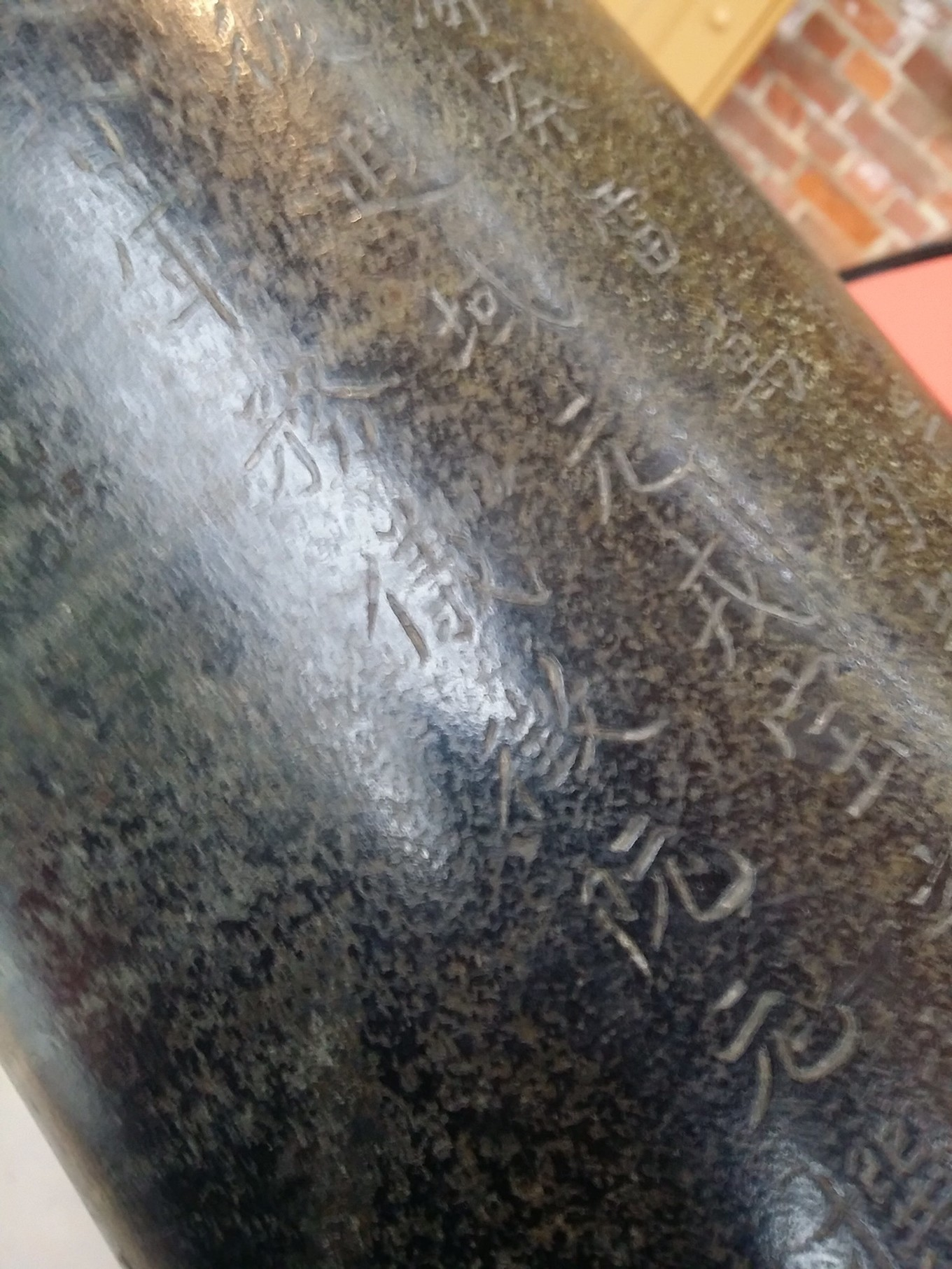
兵部侍郎巡抚浙江提督军务儀徵阮元撰